# 프랭크 허버트

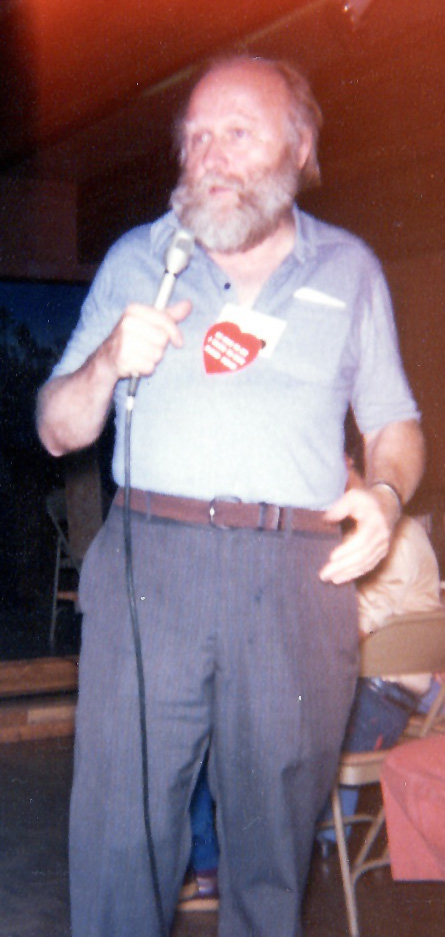
프랭크 허버트 (1978)

프랭크 패트릭 허버트(Frank Patrick Herbert. 1920년 10월 8일 ~ 1986년 2월 11일)는 미국의 과학소설 작가였다.
작가로서 허버트는 평단에서도 갈채를 받았고, 상업적으로도 세계적인 성공을 얻었다. 그는 소설 듄을 비롯한 다섯 편의 시리즈 소설로 이름을 알렸고, 자신이 소설 속에서 창조한 세계관으로 유명하다. 대하소설 듄은 인간 생존과 진화, 생태를 비롯하여 그를 둘러싼 종교, 정치, 권력을 주제로 다루었다. 듄은 SF 장르의 독자들이 지금까지 SF 작품 중에서 최고 작품이라고 평가한다.
아서 C. 클라크는 듄은 "SF 소설 중에서 독창적인 작품이며, 이에 견줄만한 작품은 반지의 제왕 뿐이다"라고 썼다. 듄은 1965년 네뷸러상과 1966년 휴고 상을 수상한 작품이다. 듄은 데이비드 린치가 영화화했다. 비록 흥행에 성공하지는 못했지만 SF 장르에서 고전으로 인정받는다. 2001년 듄은  미국 SF 채널에서 TV 미니시리즈로 제작했다. 이 미니시리즈는 상업적으로 성공을 거두었으며, 그 성공을 발판으로 SF 채널은 2003년에 후속 시리즈인 듄의 아이들을 제작했다. 2021년 드니 빌뇌브 감독이 "듄의 메시아"를 바탕으로 "듄1"을 제작하였고, 2024년 "듄2"를 발표했고, 2025년에 "듄3"을 발표한다.   
다른 작품으로 The Dosadi Experiment, The White Plague, 그리고 The Godmakers가 있다.

## 생애
프랭크 허버트는 1920년 미국 워싱턴주, 타코마에서 태어났다. 그는 어린시절부터 스스로 작가가 되고 싶다는 생각을 했었다. 1939년에 글랜데일 스타에서 신문 관련 일을 하려고 그의 나이를 속여 말했을 정도였다. 그는 제2차 세계 대전 기간 미국 해군에서 사진사로 복무하여 잠시 작가 생활을 중단했다. 그는 플로라 파킨슨과 1941년에 결혼했으나, 둘 사이에 딸 얻고 1945년에 이혼했다.
전쟁이 끝난 후, 그는 워싱턴 주립대학을 다녔고, 1946년 그곳의 작문 수업시간에서 비벌리 앤 스튜어트(Beverly Ann Stuart)를 만났다. 그 둘은 그 수업을 듣는 이들 중에서 유일하게 실제로 글을 써서 돈을 벌어본 경험이 있는 이들이었다. 허버트는 잡지 등에 두 편의 싸구려 모험 소설을 냈었고, 스튜어트 역시 모던 로맨스(Modern Romance) 지에 소설을 기고했었다. 그 둘은 1946년 6월 20일 워싱턴주의 시애틀에서 결혼했다. 그리고 둘 사이에서 첫 번째 아들인 브라이언 허버트가 1947년에 태어났다. 아들, 브라이언에 따르면, 허버트는 대학을 졸업하지 못했다고 한다. 아들은 허버트가 관심 있는 부분만을 공부하려고 했고, 학사 학위에 필요한 필수 과목을 수강하지 않았다고 한다.
대학을 떠난 이후 그는 다시 기자로 돌아가서 시애틀 스타(Seattle Star) 지와 오레곤 스테이츠맨(Oregon Statesman)에서 일했다. 또한 그는 샌프란시스코 이그재미너에서도 10여 년간 기고가와 편집자로 일했다.
허버트는 40대에 들어서 1950년대 과학소설을 읽기 시작했고, 이어서 스타틀링 스토리스(Startling Stories) 등의 잡지에 단편들을 기고하면서 직접 과학소설을 쓰기 시작했다. 그러고 다음 10년간 20편 정도의 과학소설 단편을 발표했다.
그의 첫 장편은 1955년 발표한 The Dragon in the Sea였다. 이 작품에서 그는 21 세기의 잠수함을 배경으로 인간 이성과 광기의 문제를 탐색했다. 또한 이 작품은 석유 생산과 소비를 둘러싼 전 세계적인 분쟁을 미리 예측했다. 그는 이 작품을 통해 비평은 성공을 거두었으나, 상업적으로 충분하지 않았다.
허버트는 1959년에 듄 자료수집을 시작했으며, 좀 더 전적으로 글쓰기에 매진하였다. 이는 그의 아내가 백화점 광고 카피라이터로 돌아가 일을 하였고, 생활비를 여유 있게 벌었다. 1960년대에 아내가 전문업무를 이어갔다. 후에 허버트는 인터뷰에서 윌리스 E 맥닐리(Willis E. McNeilly)에게 실제 듄이라는 소설이 나오게 된 이유가 오리건주 사막의 모래언덕에 대한 잡지 기사를 집필하기 위한 조사를 하던 중, 기사에 비해 너무나 방대한 분량 자료를 수집해서라고 밝혔다. 실제 시작점인 그 기사는 완료하지 못했으나, 수집한 자료들로 듄을 저술하는 계기가 되었다.
6년간 자료조사와 집필 끝에, 1965년 듄을 완성했다. 그 당시의 일반적인 과학소설들에 비해 길었던 분량 때문에, 듄은 아날로그(Analog) 지에 1963년, 1965년 두 부분으로 나누어 연재하였다. 그러고 약20 군데 출판사에서 거절을 받은 후에 작은 출판사가 관심을 보였고 출간했다. 출판 거절 편지에 한 편집자는 "나는 이번 10년간 가장 큰 실수를 하는지도 모른다. 그러나 ..."라며 예언 글을 남기기도 했다. 다행히 필라델피아의 소형 출판사인 차일턴(Chilton)이 7,500 달러 선금을 주고 출판을 했고, 비평단은 "듄"에 찬사를 보냈다. 듄은 1965년 네뷸러상 최고의 소설로 수상했으며, 1966년 휴고상을 수상했다. 듄은 다양한 주제를 상호관련하며 다양한 인물들 시각이 공존하는 첫 번째 생태적 과학소설이었다. 이러한 방식은 허버트 이후 작품들에 공통적으로 나타난다.
듄 출간 후 비평단의 찬사를 받았으나 당시에 베스트셀러가 되지 못했다. 1968년까지 허버트는 듄으로 2만 달러 정도만을 벌어들였다. 물론 이 정도 금액은 당시 과학 소설 판매 액수보다 많았지만, 허버트가 전업 작가로 생활할 정도는 아니었다. 적어도 듄의 출간으로 유명세를 얻어 전업작가 길로 들어섰다. 그는 1969년부터 1972년까지 Seattle Post-Intelligencer지에서 교육 저자 일을 하였고, 1970년부터 워싱턴 주립대학에서 일반 교양 관련 강사로 일했다. 그는 1972년 베트남과 파키스탄에서 사회학과 생태학 관련 컨설턴트로 일했다. 1973년에 텔레비전 쇼인 더 틸러스(The Tillers)의 촬영감독을 맡기도 했다.
1972년이 되어 그는 전업작가가 되었다. 1970년대와 1980년대 동안 그는 작가로서 상업적인 성공을 거두었다. 그 동안 그는 하와이주와 워싱턴주를 오가며 살았다. 이 기간 동안 그는 수많은 책들을 집필하였으며, 많은 생태학적인, 철학적인 작품을 내놓았다. 이후 그는 듄 이야기 후속작인 듄의 메시아, 듄의 아이들 그리고 듄의 신황제를 계속해서 발표했다. 그 외에도 The Dosadi Experiment, The Godmakers, The White Plague 등 유명한 작품을 만들어냈고, 빌 랜섬(Bill Ransom)과 같이 The Jesus Incident, The Lazarus Effect, The Ascension Factor를 썼다.
그러나 그 후 어려움이 겹쳤다. 1974년 아내 비벌리는 암 진단을 받고, 10년 정도를 더 살게 하는 수술을 받았다. 그러나 불행하게 그 수술 결과는 좋지 않았으며, 아내는 1984년 2월 7일에 숨을 거두었다. 이후 듄의 신전 후기에 허버트는 그의 아내에 대한 감동적인 찬사를 써서 자신의 마음을 표현했다.
1984년은 허버트에게 의미있던 한 해였다. 그의 아내가 세상을 뜬 해이기도 하지만, 데이빗 린치가 듄을 영화화하면서 그의 명성이 높아졌다. 그러나 높은 기대와 달리, 대규모 예산과 제작 시스템, 초호화 캐스팅에도 영화는 미국 평단에서 좋은 평가를 받지는 못했다. 그러나 미국에서 실망스러운 결과를 얻었지만, 반대로 유럽과 일본에서 영화가 비평적으로도, 상업적으로도 성공을 거두었다. 같은 해 허버트는 듄 이야기의 다섯 번째 시리즈인 듄의 이단자들을 발표했다. 독자들은 이 책이 처음 나온 듄 이야기 만큼 뛰어나다고 입을 모았다. 비벌리의 죽음 이후, 그해 말 허버트는 테레사 섀컬포드(Theresa Shackelford)와 재혼한다.
1986년 허버트는 듄의 신전을 발표한다 이 작품은 전작 많은 이야기 흐름들을 한데 묶어내는 역할을 했으며, 이것이 허버트의 마지막 작품이 되었다. 허버트는 1986년 2월 11일 췌장암으로 위스콘신주 메디슨에서 생을 마쳤고, 65세였다.

## 그의 유산
프랭크 허버트는 그의 독자들에게 풍성한 유산을 남겼다. 그는 소설 듄에서 다루기 이전 듄 세계의 역사에 대해서, 그리고 듄의 신전 이후에 계획하였던 이야기들에 많은 메모들을 남겼다. 최근 몇 해 동안, 프랭크의 아들 브라이언 허버트와 캐빈 앤더슨은 그러한 메모들을 따라서 듄 시기 이전 자료에 기반한 소설 시리즈들을 썼고, 듄의 신전 이후 이야기를 다루는 새로운 소설 2권을 준비했다.
Dune의 영화판은 이제 매니아들의 고전이 되었으며, 비디오와 DVD 형태로 꾸준히 팔리고 있다. 그리고 듄의 이야기는 2003년 현재 Sci-Fi Channel에서 연속극으로 방영 중이다. 미니시리즈 듄 또한 광범위한 찬사와 상업적 성공을 거두었으며, 미니시리즈를 방영했던 채널에서는 최근 듄의 아이들이란 이름으로 새로운 시리즈를 발표했다.
84년의 영화와 텔레비전 미니 시리즈, 그리고 브라이언의 새로운 시리즈 등에 의해 감명받아 듄의 독자 기반은 나날이 성장하고 있으며, 이로 인해 허버트의 책들은 계속해서 더욱 인기를 얻어가고 있다. 듄은 허버트의 가장 성공적이고 인기있는 소설로 남아 있으며, 수십 개국의 언어로 번역되어 전 세계적으로 2000만부 이상이 팔려나갔다. 허버트의 다른 책들도 잘 팔리고 있는데, 특히 듄 시리즈의 책들이 매년 재판을 거듭하고 있다.

## 아이디어와 주제
허버트는 자신의 과학소설을 통해 철학, 종교학, 심리학을 아우르는 복잡한 아이디어들을 탐사해왔고, 이를 통해 그의 독자들은 그러한 영역에 대한 염감과 흥미를 얻었다. 허버트의 작품들을 관통하는 핵심적인 주제는 그의 인간의 생존과 진화에 대한 매혹이라 볼 수 있다. 프랭크 허버트는 광신적인 팬 기반을 확보했다. 팬들 중 많은 수가 소설, 비소설을 막론하고 허버트의 모든 작품을 읽었으며, 허버트를 교주와도 같이 생각했다.
허버트의 작품들에는 다음과 같은 다양한 주요 주제가 등장한다.
- 리더십에 관한 관심. 특히 그는 카리스마적인 리더에게 노예처럼 복종하는 인간들의 경향성을 탐색했다. 또한 그는 관료제와 정부 제도의 결점과 가능성에 대해 깊이 파고들었다.
- 허버트는 생태학과 시스템적인 사고에 대한 생각들을 대중화시킨 첫 번째 과학소설 작가일 것이다. 그는 인간은 시스템적이고 장기적인 안목으로 사고할 필요가 있다는 점을 역설하였다.
- 종교, 정치 그리고 권력의 관계
- 인간의 생존과 진화
- 인간의 가능성과 잠재력
- 이성과 광기의 본질
- 언어가 사람들의 사고 방식에 영향을 주는 방식.
- 사회생물학.
- 배우는 것과 가르치는 것, 그리고 생각하는 것

프랭크 허버트는 그가 탐색한 문제들에 대해 확실한 대답을 독자들에게 주는 것은 피하기 위해 주의를 기울였다.

## 과학 소설계에서의 입지와 영향
허버트는 과학 소설계에서 가장 훌륭한 작품을 만들어낸 작가 중 하나로 인정 받고 있다. 또한 그의 듄은 SF 장르에서 그 씨앗이 된 소설로 일컬어지고 있다. 듄은 가장 많이 팔린 과학 소설이었을 뿐 아니라, 듄 시리즈 역시 가장 많이 팔린 SF 시리즈이다. 뿐만 아니라 듄은 가장 넓은 범위의 비평적인 찬사를 받았으며, 네뷸러상과 휴고상도 수상하였다. 동시대인인 로버트 하인라인에 따르면, 허버트의 저작들은 "강력하며, 설득력 있고, 가장 독창적인 것"이었다. 아서 C. 클라크 또한 듄이 "SF 소설 중에 단연 뛰어나며... 반지의 제왕 이외에는 비교할 만한 작품이 없다"라고 썼다.
듄은 또한 다음과 같은 여러 가지 이유로 역사적인 이정표가 된 소설이다.
- 듄은 아마도 역사상 첫 번째의 문학성을 갖춘 과학소설일 것이다. 듄 이전까지는 흔히 과학소설이 성공하기 위해서는 뛰어난 기술적인 아이디어에 바탕해야 한다는 생각이 지배했다. 등장 인물에 대한 묘사나 뛰어난 이야기 구조 등은 그에 비하면 두 번째 중요도를 갖는 것이었다. 스파크 노트(Spark Notes)는 "듄의 유산은 조지 오웰의 1984나 앤써니 버게스의 A Clockwork Orange가 옅은 사회적 풍자를 시도했던 것을 넘어서서 첫 번째 문학적인 과학 소설을 대변했다는 것이다... 허버트는 문학적이고 고전적인 과학소설을 찾는 독자들의 욕구를 충족시킬 수 있는 소설을 만들어냈다"고 쓴 바 있다.
- 듄은 또한 진정한 의미에서의 첫 번째 철학적인 과학 소설이다. 그 이전까지 과학 소설은 무거운 과학적인 주제들로 인식되어 왔었지만, 프랭크 허버트는 고의로 그의 듄 세계에서 기술적인 요소들을 억눌렀다. 그러면서 그는 인류 기술의 미래보다는 인류 그리고 인간성 그 자체의 미래에 대해 설파할 수 있었다. 듄은 인간과 그들의 조직이 오랜 기간 동안 변화하는 방식을 다루었다.
- 듄은 역사상 첫 번째의 생태학적인 과학 소설이었다. 프랭크 허버트는 과학적인 아이디어를 대중들에게 널리 보급한 사람이었고, 그의 많은 팬들은 그를 신뢰하여 그러한 아이디어들을 심리학과 철학계에 소개해 왔다. 듄을 통해 허버트는 생태학이라는 용어와 관련 개념들을 대중화시키는 공헌을 하였다. 제랄드 조나스(Gerald Jonas)는 뉴욕 타임즈 북 리뷰에서 "허버트 씨는 인간과 동물과 지형과 기후 간의 상관관계를 완벽하게 묘사해내어, 듄은 '생태학적인' 과학 소설이라는 새로운 하위 장르의 표준적인 작품이 되었다"고 설명한 바 있다. 듄의 인기가 상승하자, 허버트는 대학 캠퍼스를 순회하는 강연을 시작했고, 여기에서 듄 세계의 거주자들의 환경에 대한 관심이 우리의 그것과 유사하다는 점을 역설했다.
- 마지막으로 듄은 세계관을 가진 진정한 서사시적 소설로 간주되고 있다. 라이브러리 저널은 "듄은 과학 소설에서의 반지의 제왕이다"라고 썼다. 프랭크 허버트는 용어, 인용, 문서, 역사 등 그의 창조물의 모든 면을 애정을 가지고 상상했다. 이러한 애정은 그의 독자들로 하여금 듄의 세계관이 살아 움직이는 것으로 인식하게 만들었고, 그 이전의 어떠한 과학 소설보다도 더 깊은 리얼리티를 가질 수 있도록 해주었다.

스파크 노트의 듄에 대한 결론은 다음과 같다.
"듄은 반지의 제왕이 현대 판타지 장르의 걸작인 것처럼, 과학 소설 계의 가장 뛰어난 명작이다. 모든 일반 문학 장르에서 듄의 중요성에는 논쟁의 여지는 있겠지만, 과학 소설 분야에서만큼은 의심할 여지가 없는 가장 중요한 작품이며, 아마도 20세기 미국 문학 전반에 걸쳐서도 듄의 중요성은 높다고 할 수 있다."
허버트는 듄 이후에도 20편 이상의 다양한 장편 소설을 집필했다. The Green Brain, The Santaroga Barrier 그리고 Hellstrom's Hive와 같은 작품들은 듄 이전의 시절로 다시 돌아간, 좋은 기술적인 아이디어를 바탕으로 한 일반적인 과학 소설처럼 보인다. 그래서 듄을 좋아했던 몇몇 팬들은 그 이후의 소설들에 대해 다소 비판적 입장을 가지고 있다.
허버트는 그 이후 결코 듄으로 얻었던 호평을 다른 작품으로 얻어낼 수 없었다. 듄의 속편이나 또는 다른 작품들도 휴고나 네뷸러 상을 수상하지 못했다. 몇몇 사람들은 듄의 아이들이 너무나 문학적이고 어두운 분위기를 띠고 있어 기대한 것보다 인기가 높지 않았다고 느꼈다. 그리고 The Dosadi Experiment와 같은 작품은 팬들이 기대했던 만큼의 서사적인 완성도를 갖추지 못했다.
결론적으로, 과학소설 백과에서 말콤 애드워즈(Malcolm Edwards)는 다음과 같이 썼다.
"허버트의 많은 작품들이 읽기에 난해하다. 그의 아이디어들은 순수하게 창조된 것들이었지만, 다소 장식적인 수사들 뿐 아니라, 때로는 과도하게 복잡한 플롯에 녹아들어 있거나 사고의 수준을 뛰어넘는 글 속에 포함되어 있었다. 그러나 그의 최고의 소설은 현대 과학 소설에서는 라이벌을 찾을 수 없는 최고의 사색적인 지성을 가진 작품이었다."

## 논쟁들
그의 죽음 이후로 과학 소설 공동체에서의 주요 논쟁거리는 브라이언 허버트와 캐빈 앤더슨의 새로운 듄 시리즈가 정통성을 가지는 것으로 인정되어야 하는냐에 대한 것이었다. 비평가들은 이들 작품이 원래의 시리즈와 같은 완성도를 지니지 못한다고 주장했다. 특히 비평가들은 프랭크 허버트가 관심을 가졌던 인류 생활에서의 복잡한 아이디어의 표현에서 이들 이후 작품이 미진하다고 평가한다.
또한 허버트의 측근인 윌리스 맥닐리 박사(Dr. Willis E. McNelly)가 1984년에 듄 백과사전을 편찬했다. 이는 맥닐리를 비롯한 듄의 팬들에 의해 씌어졌다. 그 이후 이 백과사전이 정통성을 가지는지에 대한 심각한 논쟁이 있었다. 허버트 자신이 그 서문을 쓰고 전문을 읽고 감수를 했지만, 그 이후에 허버트가 내놓은 듄의 이후 시리즈들에서 백과사전의 내용과 모순되는 몇가지 지점이 발견되었다. 브라이언 허버트와 캐빈 앤더슨은 백과사전의 내용을 참조하여 새 시리즈를 집필하여 많은 끈질긴 원조 듄 팬들의 공격에 방어를 했다.

## 작품목록

### 소설

#### 장편소설
- The Dragon in the Sea: 1955년 11월부터 1956년 1월까지 어스타운딩에 연재, 1956년 뉴욕 더블데이 출판사에서 초판인쇄.
- 듄: 1963년 12월에서 1964년 2월까지 Analog에 Part I "Dune World" 연재, 그리고 그해 1월부터 1965년 5월까지 Parts II와 III "The Prophet of Dune" 연재. 1965년 필라델피아 Chilton Books에서 초판인쇄.
- The Green Brain: 1965년 3월 "Greenslaves"라는 제목으로 어메이징에 연재. 뉴욕 에이스 출판사에서 1966년 초판.
- Destination: Void: 1965년 8월 "Do I Wake or Dream?"이라는 제목으로 갤럭시에 연재. 뉴욕 버클리 출판사에서 1966년 초판 인쇄. 1978년에 재판 인쇄.
- The Eyes of Heisenberg: 1966년 6월부터 8월까지 "Heisenberg's Eyes"라는 제목으로 갤럭시에 연재. 1966년 뉴욕 버클리 출판사 초판 인쇄.
- The Heaven Makers: 1967년 4월부터 6월까지 어메이징에 연재. 뉴욕 에이본 출판사에서 1968년 초판.
- The Santaroga Barrier: 1967년 10월부터 1968년 2월까지 어메이징에 연재. 뉴욕 버클리 출판사에서 1968년 초판.
- 듄의 메시아: 갤럭시에 1969년 6월부터 10월까지 연재. 뉴욕 G.P. Putnam's Sons에서 1970년 초판.
- Whipping Star: Worlds of If 지에 1970년 1월부터 4월까지 연재. 뉴욕 G.P. Putnam's Sons에서 1970년 초판.
- Soul Catcher: 연재 뉴욕 G.P. Putnam's Sons에서 1972년 출판.
- The Godmakers: 어스타운딩 등에 연재한 작품들. 뉴욕 G.P. Putnam's Sons에서 1972년 묶어 출판.
- Hellstrom's Hive: 갤럭시에 1972년 11월부터 1973년 3월까지 "Project 40"이라는 제목으로 연재. 뉴욕 Doubleday에서 1973년 초판.
- 듄의 아이들: 아날로그에 1976년 1월부터 4월까지 연재. 뉴욕 G.P. Putnam's Sons에서 1976년 초판.
- The Dosadi Experiment: 갤럭시에 1977년 5월부터 8월까지 연재. 뉴욕 G.P. Putnam's Sons에서 1977년 초판.
- The Jesus Incident (빌 랜섬 공저): 아날로그에 1979년 연재.
- Direct Descent: 어스타운딩에 1954년 12월 "Packrat Planet"이라는 제목으로 연재. 뉴욕 Ace Books에서 1980년 초판.
- 듄의 신황제: 뉴욕 G.P. Putnam's Sons에서 1986년 출판.
- The White Plague: 뉴욕 G.P. Putnam's Sons에서 1982년 초판.
- The Lazarus Effect (빌 랜섬 공저): 뉴욕 G.P. Putnam's Sons에서 1983년 초판.
- Heretics of Dune: 뉴욕 G.P. Putnam's Sons에서 1984년 초판.
- Chapterhouse: Dune: 뉴욕 G.P. Putnam's Sons에서 1985년 초판.
- Man of Two Worlds (브라이언 허버트 공저): 뉴욕 G.P. Putnam's Sons에서 1986년 초판.
- The Ascension Factor (빌 랜섬 공저): 뉴욕 G.P. Putnam's Sons에서 1988년 초판.

#### 단편소설집
- The Worlds of Frank Herbert: First edition: New York: Ace, 1971
  - Contains: "The Tactful Saboteur," "By the Book," "Committee of the Whole," "Mating Call," "Escape Felicity," "The GM Effect," "The Featherbedders," "Old Rambling House," and "A-W-F Unlimited."
- The Book of Frank Herbert: First edition: New York: DAW Books, 1973 (paper)
  - Contains: "Seed Stock," "The Nothing," "Rat Race," "Gambling Device," " Looking for Something," "The Gone Dogs," "Passage for Piano," "Encounter in a Lonely Place," "Operation Syndrome," and "Occupation Force."
- The Best of Frank Herbert, also published as:The Best of Frank Herbert 1952 - 1964 and The Best of Frank Herbert 1965 - 1970
  - Contains: "Looking for something?," "Nightmare Blues," "Dragon in the Sea (extract)," "Cease Fire," ""Egg and Ashes," "Marie Celeste Move."
  - "Committee of the Whole," "Dune (extract)," "By the book," "The Primitives," "The Heaven Makers (extract)," "Seed Stock."
- The Priests of Psi
  - Contains: "Try to Remember," "Old Rambling House," "Murder Will In," "Mindfield," "The Priests of Psi."
- Eye, (Jim Burns (Illustrator)): First edition: New York: Berkley, 1985.
  - Contains: "Rat Race," "Dragon in the Sea," "Cease Fire," "A Matter of Traces," "Try to Remember," 'The Tactful Saboteur," "The Road to Dune," "By the Book," Seed Stock," Murder Will In," "Passage for Piano," "Death of a City," and "Frogs and Scientists."

#### 단편소설
- Survival of the Cunning Esquire, March 1945.
- Yellow Fire Alaska Life (Alaska Territorial Magazine), June 1947.
- Looking for Something? Startling Stories, April 1952.
- Operation Syndrome Astounding, June 1954. also in T.E. Dikty's Best Science Fiction Stories and Novels, 1955 series
- The Gone Dogs Amazing, November 1954.
- Packrat Planet Astounding, December 1954.
- Rat Race Astounding, July 1955.
- Occupation Force Fantastic, August 1955.
- The Nothing Fantastic Universe, January 1956.
- Cease Fire Astounding, January 1956.
- Old Rambling House Galaxy, April 1958.
- You Take the High Road Astounding, May 1958.
- A Matter of Traces Fantastic Universe, November 1958.
- Missing Link Astounding, February 1959. also in Author's Choice Ed. Harry Harrison, New York: Berkley, 1968
- Operation Haystack Astounding, May 1959.
- The Priests of Psi Fantastic, February 1960.
- Egg and Ashes Worlds of If, November 1960.
- A-W-F Unlimited Galaxy, June 1961.
- Try to Remember Amazing, October 1961.
- Mating Call Galaxy, October 1961.
- Mindfield Amazing, March 1962.
- The Mary Celeste Move Analog, October 1964.
- Tactful Saboteur Galaxy, October 1964.
- Greenslaves Amazing, March 1965.
- Committee of the Whole Galaxy, April 1965.
- The GM Effect Analog, June 1965.
- Do I Wake or Dream? Galaxy, August 1965.
- The Primitives Galaxy, April 1966.
- Escape Felicity Analog, June 1966.
- By the Book Analog, August 1966.
- The Featherbedders Analog, August 1967.
- The Mind Bomb Worlds of If, October 1969.
- Seed Stock" Analog, April 1970.
- Murder Will In The Magazine of Fantasy and Science Fiction, May 1970.
- Project 40 (three installments) Galaxy, November 1972 – March 1973. also in Five Fates by Keith Laumer, Poul Anderson, Frank Herbert, Gordon Dickson and Harlan Ellson. New York: Doubleday, 1970
- Encounter in a Lonely Place in The Book of Frank Herbert New York: DAW Books, 1973.
- Gambling Device in The Book of Frank Herbert New York: DAW Books, 1973.
- Passage for Piano in The Book of Frank Herbert New York: DAW Books, 1973.
- The Death of a City in Future City, ed. Roger Elwood. Trident Press: New York, 1973.
- Come to the Party with F.M Busby, Analog, December 1978.
- Songs of a Sentient Flute Analog, February 1979.
- The Road to Dune in Eye New York: Berkley 1985
- Frogs and Scientists in Eye New York: Berkley 1985

### 비소설 서적
비소설 서적
- New World or No World (editor) First edition: New York: Ace Books, 1970 (paper)
- Threshold: The Blue Angels Experience First edition: New York: Ballantine, 1973 (paper) (companion to documentary of same name about Blue Angels flight team)
- Without Me, You're Nothing (with Max Barnard) First edition: New York: Pocket Books, 1981 (trade paper)

수필과 소개글
- Introduction to Saving Worlds, by Roger Elwood and Virginia Kidd. New York: Doubleday, 1973 (reissed by Bantam Books under the title The Wounded Planet)
- Introduction: Tomorrow's Alternatives? in Frontiers 1: Tomorrow's Alterntives, ed. Roger Elwood. New York: Macmillan, 1973.
- Introduction to Tomorrow and Tomorrow and Tomorrow. Heitz, Herbert, Joor McGee. New York: Holt, Rinehart and Winston, 1973.
- Listening to the Left Hand. Harper's Magazine, December 1973, pg. 92–100
- Science Fiction and a World Crisis in Science Fiction: Today and Tomorrow, ed. Reginald Bretnor. New York: Harper and Row, 1974.
- Men on Other Planets in The Craft of Science Fiction, ed. Reginald Bretnor. New York: Harper and Row, 1976.
- The Sky is Going to Fall in Seriatim: The Journal of Ecotopia, No. 2, Spring 1977 pg. 88–89. (slightly different article appeared in The San Francisco Examiner "Overview" column, July 4, 1976.)
- The ConSentiency and How it Got That Way Galaxy, May 1977 (may be considered as a fiction story and therefore in the "Original Single Story" section)
- Dune Genesis Omni, July 1980

주요 신문 기사
- Flying Saucers: Fact or Farce? San Francisco Sunday Examiner & Chronicle, people supplement, October 20, 1963.
- 2068 A.D. San Francisco Sunday Examiner & Chronicle, California Living section, July 28, 1968.
- "We're Losing the Smog War" (part 1). San Francisco Sunday Examiner & Chronicle, California Living section, December 1, 1968.
- "Lying to Ourselves About Air" (part 2). San Francisco Sunday Examiner & Chronicle, California Living section, December 8, 1968.
- You Can Go Home Again. San Francisco Sunday Examiner & Chronicle, California Living section, March 29, 1970. (Refers to some of Herbert's childhood experiences in the Northwest)

### 기타
시
- Carthage: Reflections of a Martian, in Mars, We Love You, ed. Jane Hipolito and Willis E, McNelly. New York: Doubleday, 1971.

오디오 녹음
- Dune: The Banquet Scene New York: Caedmon Records, 1977.
- Sandworms of Dune New York: Caedmon Records, 1978.

인터뷰
- 프랭크 허버트와의 인터뷰 1973, 1977
- The Plowboy interview Frank Herbert The mother Earth news May 1981

## 프랭크 허버트와 듄에 대한 책들
- Dreamer of Dune : The Biography of Frank Herbert, 브라이언 허버트에 의해 연재됨, 초판, 뉴욕 Tor Books 출판사, 2003년.
- Frank Herbert, 티모시 오라일리에 의해 연재됨, 초판, 뉴욕 Frederick Ungar 출판사, 1980년.
  - 온라인 버전
- The Dune Encyclopedia, Willis E, McNelly 박사에 의해 정리되고 편집됨, 연재물, 초판, 뉴욕 버클리 퍼블리싱 그룹(Berkley Publishing Group), 1984년.
- The Maker of Dune, 티모시 오라일리에 의해 편집 연재됨, 초판, 뉴욕 버클리 퍼블리싱 그룹(Berkley Publishing Group), 1987년.
- Frank Herbert, 윌리엄 투폰스, 초판, 보스턴 Twayne Publishers, 1988년.